# Campeonato de España de Bateles

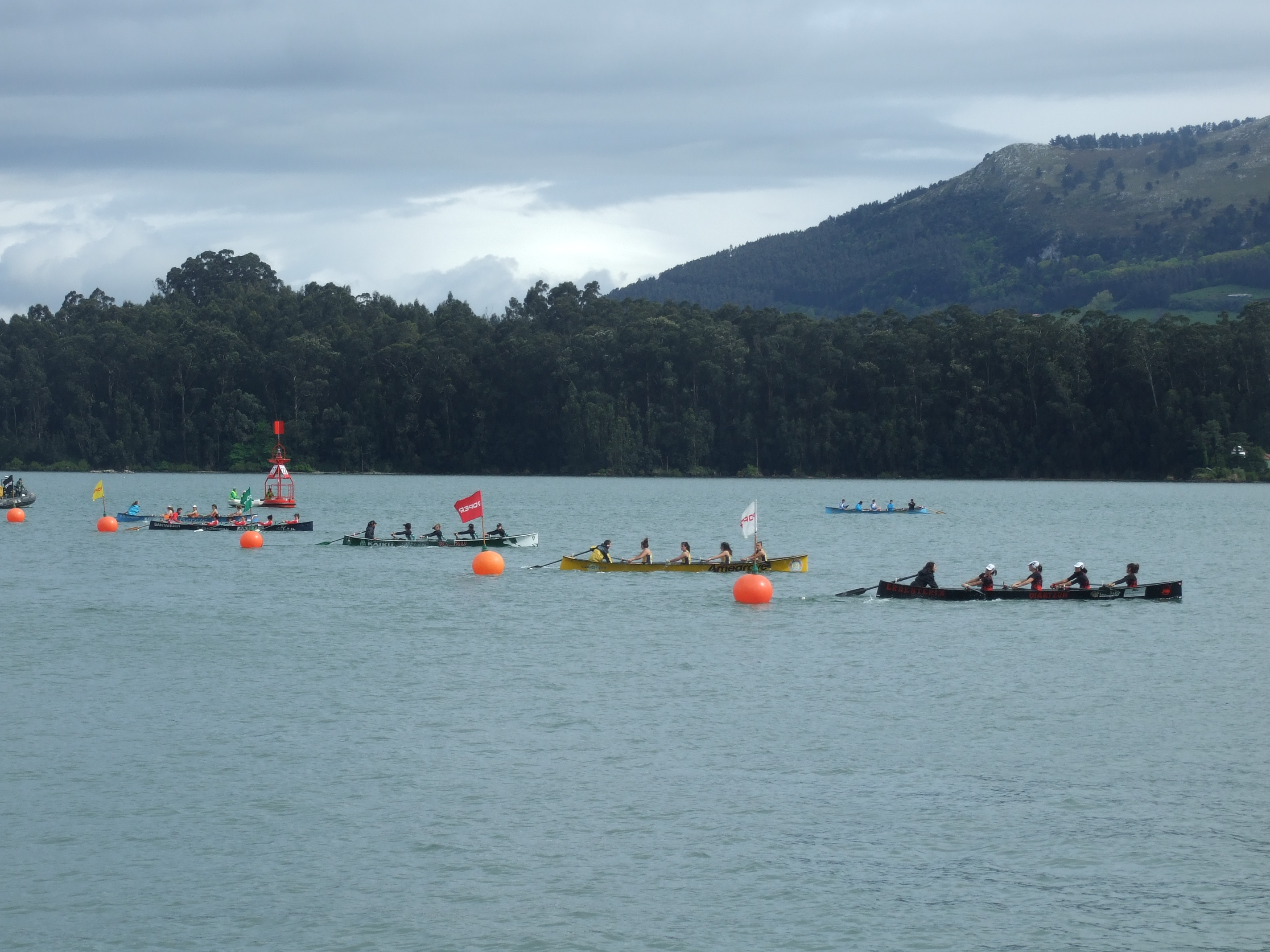
Campeonato de España de Bateles en Camargo 2013

El Campeonato de España de Bateles es el campeonato que se celebra todos los años entre los bateles de los clubes de remo federados de España, organizado por la Federación Española de Remo.

## Palmarés
| N.º     | Año              | Lugar             | Campeón                  | Subcampeón                           | Tercero                         |
| ------- | ---------------- | ----------------- | ------------------------ | ------------------------------------ | ------------------------------- |
| I       | 21 y 22/10/1944  | Madrid            | Castro Urdiales          | Santurce                             | S.E.U. Bilbao                   |
| II      | 3 y 04/11/1945   | Portugalete       | Iberia                   | Castro Urdiales                      | Santurce                        |
| III     | 2 y 03/11/1946   | Madrid            | Iberia                   | Frente de Juventudes de Pedreña      | Avilés                          |
| IV      | 25 y 26/10/1947  | Madrid            | Laredo                   | Castro Urdiales                      | Iberia                          |
| V       | 24/10/1948       | Madrid            | Club Deportivo Esperanza | E. Elemental de Pesca de Santander   | Iberia                          |
| VI      | 29 y 30/10/1949  | Avilés            | Náutico Portugalete      | Club Deportivo Esperanza             | A.H. Vizcaya                    |
| VII     | 22/10/1950       | Madrid            | Iberia                   | Club Deportivo Esperanza             | Ribadeo                         |
| VIII    | 13 y 14/10/1951  | Madrid            | Orio                     | Castropol                            | Iberia                          |
| IX      | 21 al 24/08/1952 | Irún              | Iberia                   | Orio                                 | Zumaya                          |
| X       | 19 y 20/09/1953  | Avilés            | Remeros del Nalón        | Castropol                            | Iberia                          |
| XI      | 01/08/1954       | Portugalete       | Iberia                   | Portugalete                          | Remeros del Nalón               |
| XII     | 18/09/1955       | Portugalete       | Iberia                   | Sanjuandarra                         | Lasarte                         |
| XIII    | 11 y 12/08/1956  | Portugalete       | Lasarte-Michelín         | Iberia                               | Kaiku                           |
| XIV     | 18/08/1957       | Santander         | San Pedro                | Iberia                               | Pedreña                         |
| XV      | 05/09/1958       | La Coruña         | Kaiku                    | E.D. Centro                          | Cofradía Coruña                 |
| XVI     | 15/10/1959       | Zaragoza          | Sanjuandarra             | Iberia                               |                                 |
| XVII    | 09/09/1960       | La Coruña         | Emen Gatoxtik            | Remeros del Nalón                    | Club Pedreñuca                  |
| XVIII   | 29 y 30/07/1961  | Portugalete       | Avilés                   | Castropol                            | Club Parameiras                 |
| XIX     | 12 y 13/08/1962  | La Coruña         | Castropol                | Club Yola                            | Cofradía Pescadores de Mugardos |
| XX      | 30/08/1963       | Avilés            | Club de Mar Mugardos     | Iberia                               | E.D. Coruña                     |
| XXI     | 06/09/1964       | Castropol         | Castropol                | Kaiku                                | Remeros del Eo                  |
| XXII    | 29/08/1965       | Castropol         | Castropol                | Club de Mar Mugardos                 | Kaiku                           |
| XXIII   | 14 y 15/07/1966  | Cedeira           | Club de Mar Mugardos     | Kaiku                                | Castropol                       |
| XXIV    | 22 y 23/07/1967  | Tolosa            | San Pedro                | Oarso Errenteria                     | Club Deportivo Tolosa           |
| XXV     | 28/06/1968       | Castro Urdiales   | S.D.R. Castro Urdiales   | S.D.R. Castro Urdiales B             | Portugalete                     |
| XXVI    | 14 y 15/06/1969  | Portugalete       | San Pedro                | E.D. Santoña                         | Portugalete                     |
| XXVII   | 18 y 19/07/1970  | Castropol         | San Pedro                | E.D. Santoña                         | Castropol                       |
| XXVIII  | 27 y 28/06/1971  | Portugalete       | San Pedro                | S.D.R. Pedreña                       | Club de Mar Mugardos            |
| XXIX    | 14 y 15/08/1972  | Cedeira           | Club de Remo Argoños     | Luanco                               | Club de Remo Arkote             |
| XXX     | 28 y 29/06/1973  | Pasajes           | Santoña                  | Sociedad Deportiva Cultural Michelín | Club de Remo Beraun             |
| XXXI    | 1974             | Santander         | Laredo                   | Lasarte                              | Luanco                          |
| XXXII   | 1975             | Luanco            | Laredo                   | Raspas                               | Veleta Tolosa                   |
| XXXIII  | 1976             | Las Arenas        | Laredo                   | Veleta Tolosa                        | Raspas                          |
| XXXIV   | 1977             | Santander         | Veleta Tolosa            | Kaiku                                | Argoños                         |
| XXXV    | 1978             | Orio              | Kaiku                    | Pasai Donibane                       | Luanco                          |
| XXXVI   | 1979             | Castro Urdiales   | Santurce                 | Pasai Donibane                       | Castro Urdiales                 |
| XXXVII  | 1980             | Luanco            | Veleta Tolosa            | Portugalete                          | Ciérvana                        |
| XXXVIII | 1981             | Bermeo            | Orio                     | Bermeo                               | Ciérvana                        |
| XXXIX   | 1982             | La Coruña         | Getaria                  | Ciérvana                             | Castro Urdiales                 |
| XL      | 1983             | Pasajes           | Zumaya                   | Ciérvana                             | Mundaca                         |
| XLI     | 1984             | Castro Urdiales   | Zumaya                   | Ciérvana                             | Castropol                       |
| XLII    | 1985             | El Grove          | Zumaya                   | Santoña                              | Iberia                          |
| XLIII   | 1986             | Navia             | Santoña                  | Zumaya                               | Kaiku                           |
| XLIV    | 1987             | Bermeo            | Santoña                  | Iberia                               | Kaiku                           |
| XLV     | 1988             | Cedeira           | Ciérvana                 | Iberia                               | A Cabana                        |
| XLVI    | 1989             | Santander         | Ciérvana                 | Santurce                             | C.R.C Santander                 |
| XLVII   | 1990             | Guetaria          | Ciérvana                 | Santurce                             | Castropol                       |
| XLVIII  | 1991             | Cangas de Morrazo | Orio                     | Castropol                            | Ciérvana                        |
| XLIX    | 1992             | Castropol         | Camargo                  | Perillo                              | A Cabana                        |
| L       | 1993             | Castro Urdiales   | Orio                     | Koxtape                              | Castropol                       |
| LI      | 1994             | Sestao            | Castropol                | Orio                                 | Ondárroa                        |
| LII     | 1995             | La Coruña         | Orio                     | Mecos                                | Cabo da Cruz                    |
| LIII    | 1996             | Avilés            | Perillo                  | Orio                                 | Cedeira                         |
| LIV     | 1997             | Castro Urdiales   | Perillo                  | Tirán                                | Orio                            |
| LV      | 1998             | Castro Urdiales   | Perillo                  | Castropol                            | Muros                           |
| LVI     | 1999             | La Coruña         | Castropol                | Mundaca                              | Castropolense                   |
| LVII    | 2000             | Trasona           | C.R. Mecos               | Castropol                            | Amegrove                        |
| LVIII   | 2001             | Santander         | C.R. Mecos               | Karmeleko Ama                        | S.D.R Castreña                  |
| LIX     | 2002             | Sestao            | C.R. Mecos               | S.D.R. Astillero                     | La Maruca                       |
| LX      | 2003             | La Coruña         | Castropol                | C.R. Mecos                           | S.D.R. Astillero                |
| LXI     | 2004             | Ferrol            | S.D.R. Astillero         | Mugardos                             | C.R. Amegrove                   |
| LXII    | 2005             | Santander         | S.D.R. Astillero         | C.R. Mecos – O Grove                 | Náutico Vigo                    |
| LXIII   | 2006             | Sestao            | S.D.R. Astillero         | A Cabana                             | Bateratze                       |
| LXIV    | 2007             | Meira             | S.D.R. Astillero         | Castropol                            | Samertolameu-Meira              |
| LXV     | 2008             | Sestao            | S.D.R. Castreña          | S.D.R. Astillero                     | Samertolameu - Meira            |
| LXVI    | 2009             | Santander         | S.D.R. Castro            | Samertolameu – Meira                 | S.D.R. Astillero                |
| LXVII   | 2010             | Ferrol            | S.D.R. Astillero         | Samertolameu - Meira                 | Bermeo                          |
| LXVIII  | 2011             | Ferrol            | S.D.R. Astillero         | Trasmiera                            | Kaiku                           |
| LXIX    | 2012             | Moaña             | Tirán                    | Urdaibai                             | San Juan                        |
| LXX     | 2013             | Camargo           | Meira                    | Astillero                            | Chapela                         |
| LXXI    | 2014             | Camargo           | Cabo de Cruz             | Kaiku                                | Ciérvana                        |
| LXXII   | 2015             | Meira             | Bermeo (Urdaibai)        | Cabo de Cruz                         | Moaña (Tirán)                   |
| LXXIII  | 2016             | Vigo              | Ciérvana                 | Tirán                                | Moaña (Samertolameu)            |
| LXXIV   | 2017             | Sestao            | Ciérvana                 | Santurce                             | Orio                            |
| LXXV    | 2018             | Meira             | Ciérvana                 | Santurce                             | Astillero                       |
| LXXVI   | 2019             | Teis-Vigo         | Zierbena                 | Itsasoko Ama (Santurce)              | Ares                            |
| LXXVII  | 2020             | Meira-Moaña       | Puebla                   | Arkote                               | Pasai Donibane Koxtape          |
| LXXVIII | 2021             | Meira-Moaña       | Samertolameu             | Bueu                                 | Itsasoko Ama (Santurce)         |
| LXXIX   | 2022             | Pasaia            | Zierbena                 | Samertolameu                         | Kaiarriba                       |
| LXXX    | 2023             | Sestao            | Cabo de Cruz             | Chapela                              | Zierbena                        |